# Thích Thiện Quang
Hòa thượng Thích Thiện Quang (1895 - 1953), thế danh là Nguyễn Văn Xứng, pháp húy Hồng Xứng , pháp danh Thiện Quang; là một nhà sư thuộc dòng Lâm Tế Gia Phổ đời thứ 40 ở Việt Nam.

## Tiểu sử
Nguyễn Văn Xứng sinh năm 1895 tại Giồng Keo, nay là ấp Tân Thuận, xã Tân Bình, huyện Mỏ Cày, tỉnh Bến Tre; trong một gia đình phú nông. Cha là ông Nguyễn Văn Chiếu và mẹ là bà Võ Thị Sáng. Ông Xứng là con thứ năm trong một gia đình có 7 anh chị em và là con trai duy nhất trong nhà.
Lớn lên trong hoàn cảnh đất nước bị thực dân Pháp đô hộ, thấm thía nỗi thống khổ của người dân nô lệ, ông đã âm thầm tụ tập bạn bè, luyện tập võ nghệ, và về sau gia nhập tổ chức Thiên Địa Hội. Tuy nhiên, vì bị người Pháp ép buộc , và cũng vì muốn yên ổn làm ăn, cha ông nhận làm Hương cả (tục gọi là Cả Chiếu), và ông làm Phó Hương quản ở địa phương.
Năm 24 tuổi, sau khi gia đình thúc ép nhiều lần, ông Xứng mới lập gia đình, và có được 2 người con, một trai một gái. Sau đó, ông sinh bệnh, điều trị mãi mà không hết. Một hôm, có một nhà sư cùng quê tu trên núi Két (nay thuộc Tịnh Biên, An Giang) về thăm. Gặp ông, nhà sư ấy bảo: "Muốn hết bệnh, lên núi Sư giúp!".
Năm 1918, tổ chức Thiên Địa Hội bị lộ nên nhiều hội viên bị bắt, tuy nhiên mật thám vẫn chưa dò la được ông. Một hôm, trong làng có việc, Hương quản đánh mõ triệu tập dân chúng. Ông Xứng đang ăn cơm nên ra trễ, bị Hương quản bắt lỗi và cầm dùi đánh. Ông giật dùi đánh lại, rồi tìm đường lánh thân. Đến núi Két, gặp được nhà sư ngày trước kể rõ sự tình, được nhà sư cho ở lại trị bệnh, học nghề thuốc và tìm hiểu đạo Phật...
Sau khi nghe tiếng nhà sư Thích Trí Thiền (thượng Chí hạ Thiền, thế danh Nguyễn Văn Hiển; 1861-1933) ở Phi Lai cổ tự (Châu Đốc) là một bậc chân tu; ông Xứng liền tìm đến xin quy y, và trở thành đệ tử đời thứ 40 của dòng Lâm Tế Gia Phổ. Khi ấy là năm 1925, ông 30 tuổi.
Năm 1927, sau mùa an cư, nhà sư Thích Thiện Quang (pháp danh của Nguyễn Văn Xứng) xin phép thầy lên núi Cấm (Tịnh Biên, An Giang) ẩn tu, và được chấp thuận. Đến nơi, sư Thiện Quang dựng lên một am thờ Phật bằng tre, lá đơn sơ (nên chùa Vạn Linh còn được gọi là chùa Lá) để chuyên tu và trị bệnh cho người dân quanh vùng. Khi số đệ tử quy tụ về đông hơn (trong số đó có nhà sư Thích Trí Tịnh), năm 1941, nhà sư Thiện Quang cho khởi công trùng tu ngôi chánh điện khang trang hơn, mái lợp ngói, đến 1943 thì hoàn thành, và đặt tên là chùa Vạn Linh.
Năm 1945, chiến tranh Việt-Pháp bùng nổ. Sợ đối phương lập căn cứ ở đây, vào năm 1946, chính quyền thực dân Pháp ra lệnh không cho dân ở trên núi Cấm nữa. Vì vậy, nhà sư Thiện Quang phải dẫn các đồ đệ xuống núi, tạm trú tại nhà Phật tử ở Tri Tôn, và sau đó (đầu năm 1947) đến tu ở chùa Linh Bửu thuộc vùng Cầu Bông, Sài Gòn...
Sáng 26 tháng 11 năm Quý Tỵ (31 tháng 12 năm 1953), nhà sư Thiện Quang an nhiên viên tịch, trụ thế 59 tuổi .
Về sau, nhà sư Thích Thiện Quang được tôn làm Hòa thượng khai sơn chùa Vạn Linh.

## Thông tin liên quan

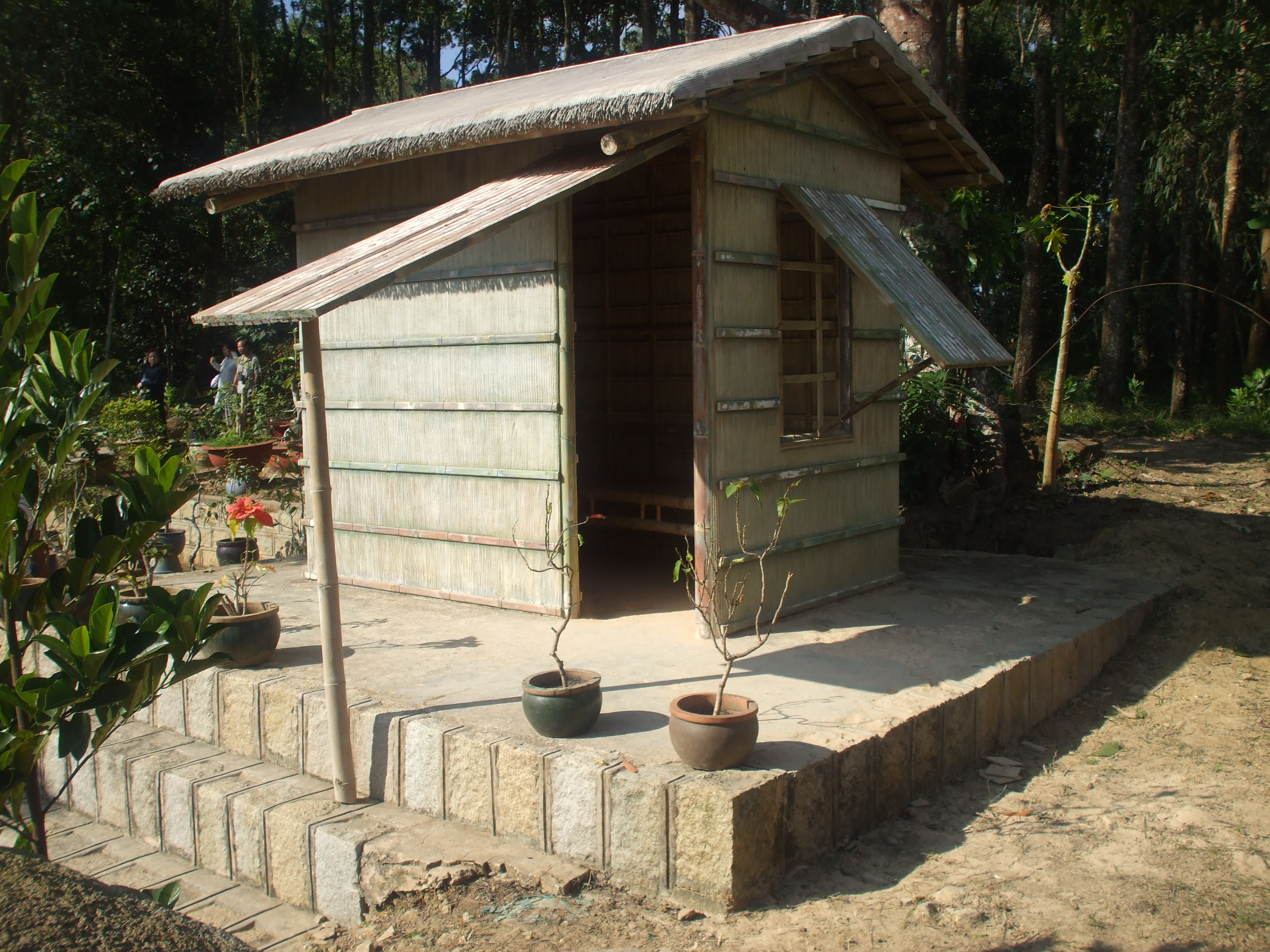
Nguyên bản am tu bằng tre lá của HT Thích Trí Tịnh xin được dựng lên để có chỗ yên tĩnh viết sớ cầu an, cầu siêu cho nhà chùa khi mới xuất gia cũng là nơi Hòa Thượng đọc tụng kinh điển, tinh tấn tu hành ở sau chánh điện chùa Vạn Linh, được phục dựng lại bằng xi măng để kỷ niệm.

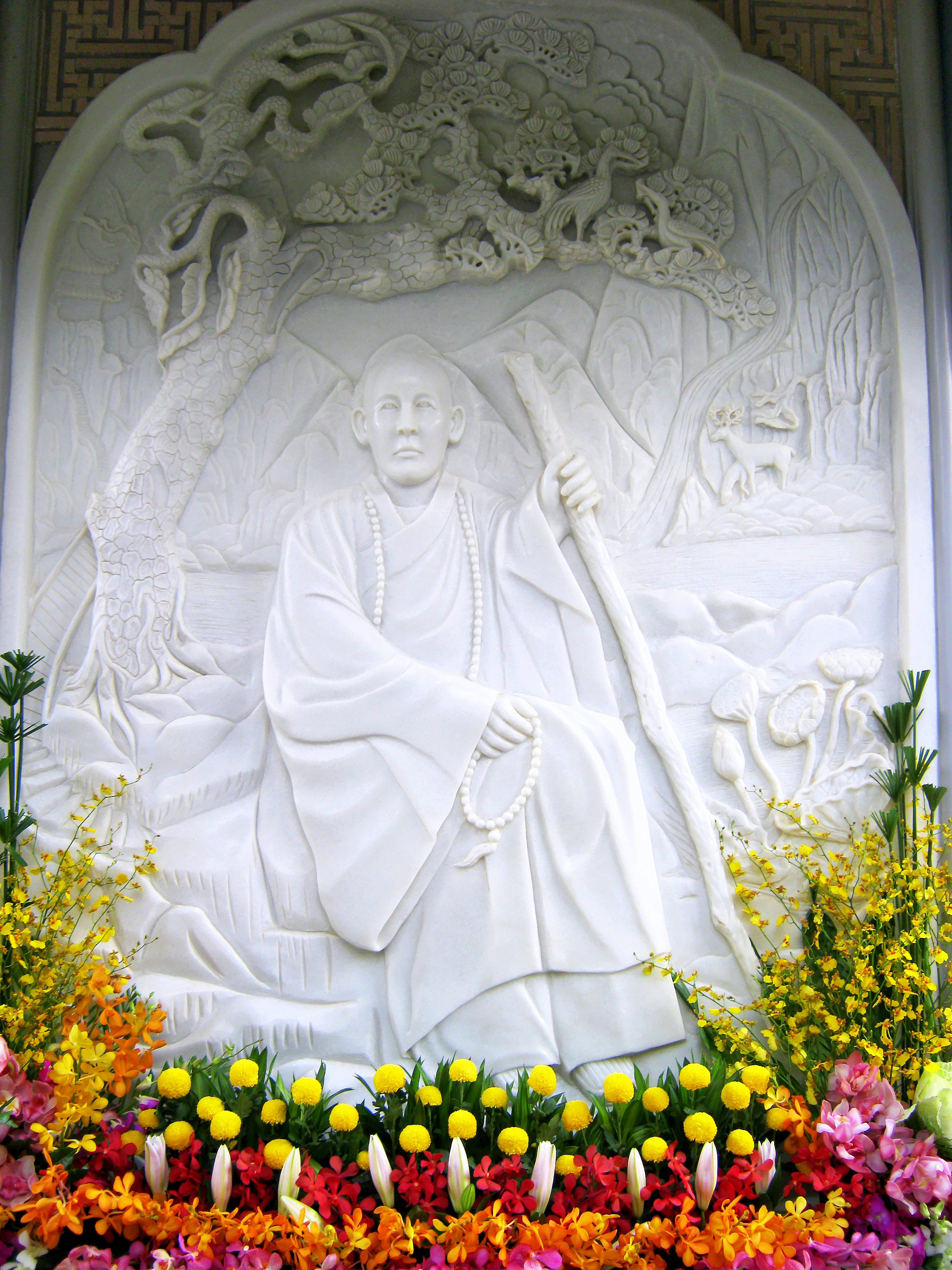
Phù điêu HT Thích Thiện Quang trên tháp mộ của ông.

Sau khi viên tịch, nhục thân của nhà sư Thích Thiện Quang được đưa về an táng trên đất mộ của gia đình bà Nguyễn Thị Tánh (tục gọi bà ba Hộ, pháp danh Diệu Tuyết) ở Thủ Đức (trước 1975 là một quận của tỉnh Gia Định, nay thuộc Thành phố Hồ Chí Minh). Rằm tháng 1 năm Giáp Ngọ (1954) là lễ chung thất của nhà sư Thích Thiện Quang, nhà sư Thích Trí Tịnh từ chùa Linh Sơn (Vũng Tàu) về tham dự lễ và viếng mộ thầy. Nhân đây, bà ba Hộ đã phát tâm cúng dường toàn bộ nhà và đất (tức gồm cả nơi an táng nhà sư Thiện Quang). Ngày 16 tháng 3 âm lịch năm đó, nhà sư Trí Tịnh cho sửa lại căn nhà cho giống chùa. Đó là tiền thân của ngôi chùa Vạn Đức ngày nay.
Đến năm 1983, Hòa thượng Thiện Thành, trụ trì chùa Vạn Linh đời thứ hai, tổ chức thỉnh nhục thân Hòa thượng Thích Thiện Quang về núi Cấm nhưng sự việc không thành, đành đưa về Thành phố Hồ Chí Minh để hỏa táng. Tro cốt được thờ ở tháp Phổ Đồng trong chùa Huệ Nghiêm ở Bình Chánh, Thành phố Hồ Chí Minh.
Năm 1995, Viện chủ chùa Vạn Đức là Hòa thượng Thích Trí Tịnh, cũng là đệ tử của sư Thích Thiện Quang, cho trùng tu lại chùa Vạn Linh. Sau khi hoàn chỉnh cơ bản khu chánh điện, tháp Tổ (tức tháp Hòa thượng khai sơn Thích Thiện Quang) được tiến hành xây dựng.
Ngày 24 tháng 11 năm Mậu Dần (1998), Hòa thượng Thích Trí Tịnh cho tổ chức thỉnh các tượng Phật về núi Cấm, đồng thời thỉnh linh cốt Hòa thượng Thích Thiện Quang về làm lễ nhập tháp.
Hòa thượng Thích Trí Tịnh đã tóm lược cuộc đời Hòa thượng Thích Thiện Quang bằng 4 câu thơ như sau:
Thiện tự nội tàng thời hãn ngộ
Quang truyền ngoại hóa thế đa quy
Vạn Linh sơn trụ khai mông muội
Linh Bửu tây quy hiển thoại tường.
Tạm dịch:
Thiện ẩn bên trong đời ít biết
Quang độ người ngoài lắm kẻ quy (y)
Vạn Linh ở núi khai mông muội (tăm tối)
Linh Bửu về Tây hiển điềm lành.

## Một vài hình ảnh

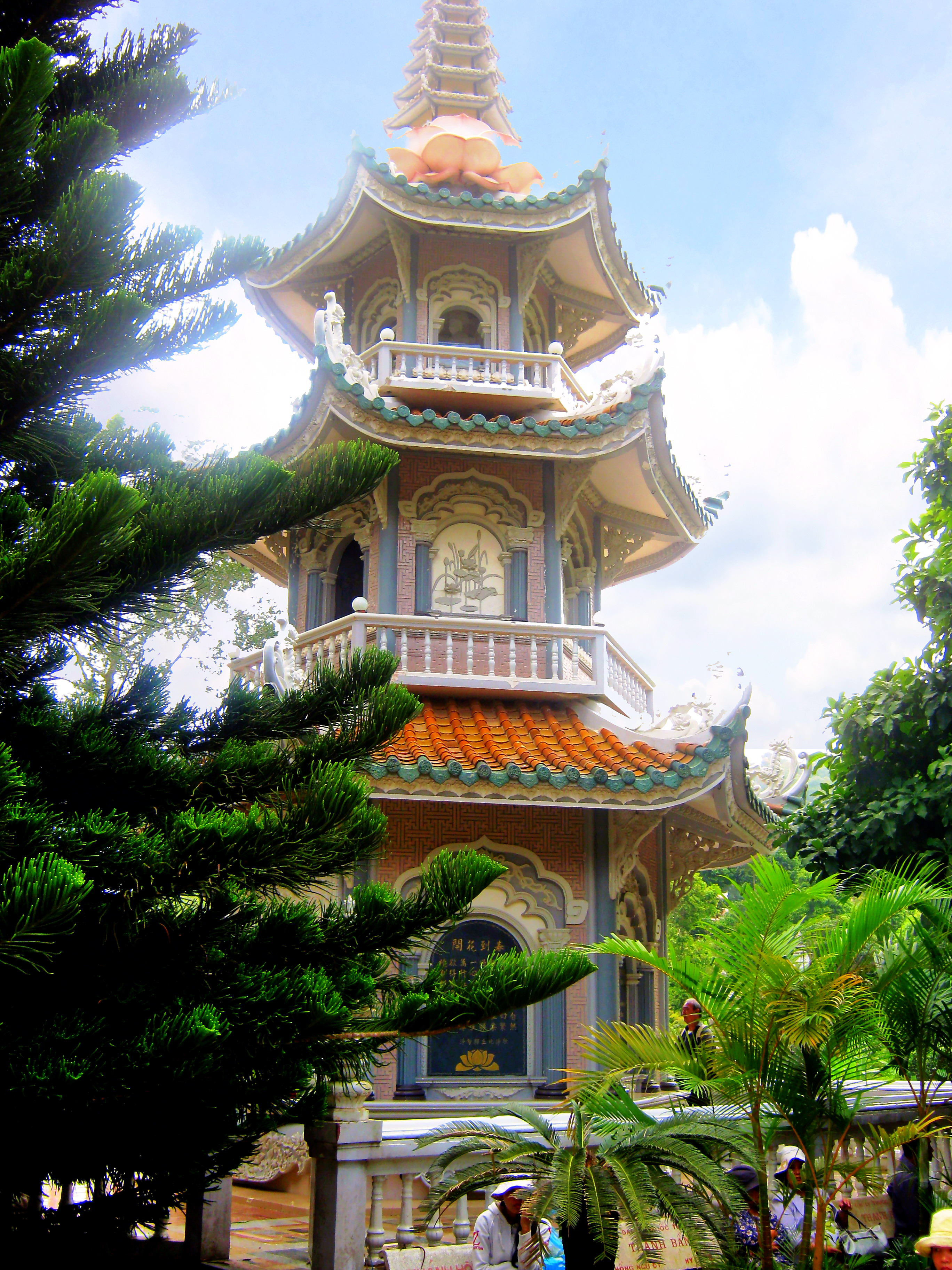
Tháp chứa di cốt HT Thích Thiện Quang ở trước chánh điện chùa Vạn Linh
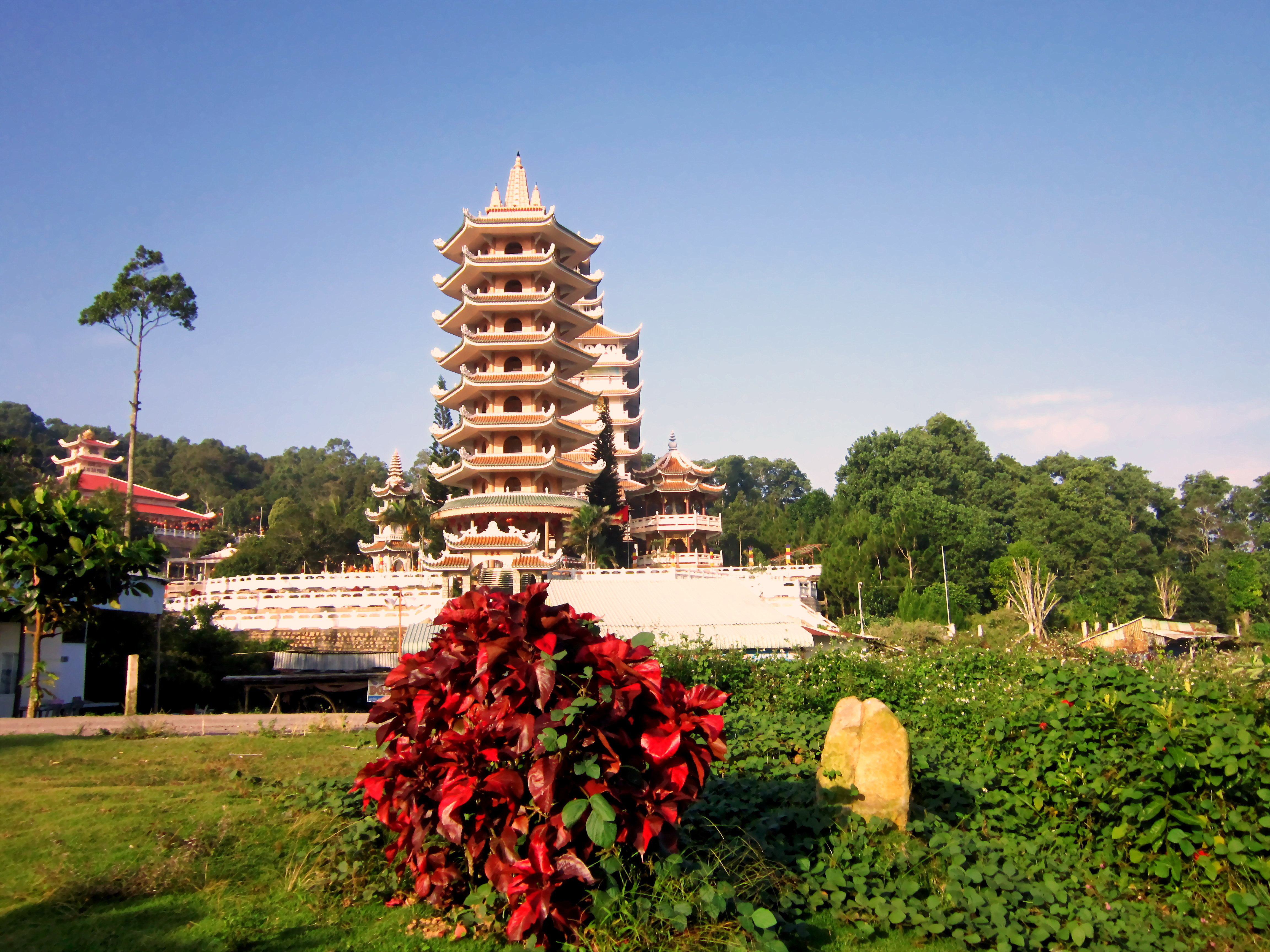
Chùa Vạn Linh (do HT Thích Thiện Quang khai sơn) ngày nay

## Sách tham khảo
- Thượng tọa Hoằng Tri, "Tiểu sử Hòa thượng Vạn Linh" (Thích Thiện Quang), in trong Kỷ yếu trùng tu chùa Vạn Đức và Vạn Linh. Nhà xuất bản tổng hợp Thành phố Hồ Chí Minh, 2006.